# Забелля (Псковський район)
Забелля (рос. Забелье) — присілок в Псковському районі Псковської області Російської Федерації.
Населення становить 12[27] осіб. Входить до складу муніципального утворення Серьодкинська волость.

## Історія
Від 2015 року входить до складу муніципального утворення Серьодкинська волость.

## Населення
| 2001 | 2002 |
| ---- | ---- |
| 11   | ↗12  |